# Andrés Orozco-Estrada

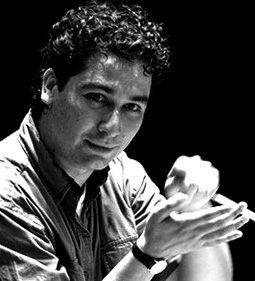
Andrés Orozco-Estrada (2014)

Andrés Orozco-Estrada (* 14. Dezember 1977 in Medellín, Antioquia) ist ein in Wien lebender kolumbianischer Dirigent.

## Leben und Wirken

### Studium
Andrés Orozco-Estrada erhielt als Kind Geigenunterricht und im Alter von 15 Jahren ersten Dirigierunterricht. Nach einem Studium in Bogotá an der Universität Xaveriana wurde er 1997 an der Hochschule für Musik und darstellende Kunst Wien in die Dirigierklasse von Uroš Lajovic aufgenommen und schloss 2003 sein Studium mit einem Dirigat des Radio-Symphonieorchesters Wien im Wiener Musikverein „mit Auszeichnung“ ab.

### Wirken als Orchesterdirigent
2004 sprang Orozco-Estrada kurzfristig bei einem Konzert der Wiener Festwochen des Tonkünstler-Orchesters Niederösterreich im Wiener Musikverein ein. Dieses Konzert, nach dem Orozco-Estrada von der Wiener Presse als „das Wunder von Wien“ gefeiert wurde, führte zu einer intensiven Zusammenarbeit zwischen ihm und dem Orchester, sowie zu Einladungen zahlreicher internationaler Orchester. Von 2009 bis 2015 leitete er dieses Orchester als Chefdirigent.
Orozco-Estrada war zudem von 2005 bis 2009 Chefdirigent des Großen Orchesters Graz „recreation“, mit dem er neben Abonnementreihen auch regelmäßige Auftritte beim Festival „Styriarte“ in Graz bestritt. 2007 debütierte er mit einem ausschließlich baskischer Musik gewidmeten Konzert beim Sinfonieorchester des Baskenlandes Orquesta Sinfónica de Euskadi. Von 2009 bis 2013 leitete er dieses Orchester als Chefdirigent.
In der Saison 2011/2012 gab Orozco-Estrada sein US-Debüt mit der amerikanischen Orchesterakademie New World Symphony. Seit 2013 war er designierter Musikdirektor und ab 2014 für fünf Jahre Musikdirektor des Houston Symphony Orchestra in Texas. Zudem übernahm er von 2014 bis 2021 die Position des Chefdirigenten beim hr-Sinfonieorchester als Nachfolger von Paavo Järvi. Seit der Spielzeit 2020/2021 war er Chefdirigent der Wiener Symphoniker, bis er im April 2022 wegen Differenzen mit dem Orchester mit sofortiger Wirkung zurücktrat. Ab Spielzeit 2025/26 wird Orozco-Estrada Generalmusikdirektor der Stadt Köln.
Gastdirigate führten zu einer Zusammenarbeit mit Orchestern wie unter anderem den Berliner Philharmonikern, den Wiener Philharmonikern, den Münchner Philharmonikern, dem Gewandhausorchester Leipzig, dem Deutschen Symphonie-Orchester Berlin, den Philharmonikern Hamburg, der NDR Radiophilharmonie Hannover, den Düsseldorfer Symphonikern, dem Staatsorchester Stuttgart, den Bamberger Symphonikern, dem Sinfonieorchester Basel, dem Luzerner Sinfonieorchester, dem Orquesta Sinfónica de Madrid, dem Orchestre Philharmonique du Luxembourg, dem Swedish Radio Symphony Orchestra, der Sinfonia Varsovia, der Houston Symphony, dem hr-Sinfonieorchester sowie der Slowakischen und der Slowenischen Philharmonie. Weiterhin arbeitet er mit dem Kolumbianischen Nationalorchester und den Philharmonikern von Bogotá sowie mit dem Mahler Chamber Orchestra, dem New Japan Philharmonic Orchestra und dem Radio-Sinfonieorchester Stuttgart zusammen.
Orozco-Estrada engagiert sich neben seinem schwerpunktmäßigen klassischen und romantischen Repertoire für die zeitgenössische Musik, insbesondere für die Werke österreichischer, spanischer und südamerikanischer Komponisten der Gegenwart. Unter anderem brachte er Werke von Christian Muthspiel, Johannes Maria Staud und Gerald Resch zur Uraufführung.

### Wirken als Operndirigent
Im Bereich Oper leitete er Produktionen von unter anderem Le nozze di Figaro, Don Giovanni, Die Entführung aus dem Serail, Die Zauberflöte, Fidelio, L’italiana in Algeri, Don Carlos, Rigoletto, La Bohème, Tosca, Cavalleria rusticana, Pagliacci, Hoffmanns Erzählungen, La traviata, La Cenerentola, La Wally und Elektra an der Staatsoper Stuttgart, der Staatsoper Unter den Linden, an der Wiener Staatsoper, am Theater an der Wien und an der Boston Lyric Opera.

## Diskografie (Auswahl)
- Pedro Sanjuán 1886-1976 mit dem Orquesta Sinfónica de Euskadi, Claves Records 2011
- Mahler: 1. Symphonie. Mit dem Tonkünstler-Orchester Niederösterreich, Live-Einspielung; die Einspielung wurde vom Klassik-Magazin Crescendo in die Rubrik „die besten Mahler-Alben“ aufgenommen[12] (Preiser Records, 2010)
- Mendelssohn Bartholdy: Lobgesang. Mit Christiane Oelze, Simona Šaturová, Ian Bostridge, Chorus sine nomine, Tonkünstler-Orchester Niederösterreich (Preiser Records, 2011)
- Hector Berlioz – Symphonie Fantastique mit dem Tonkünstler-Orchester Niederösterreich, Oehms Classics 2013
- Mahler: Mahler Lieder mit Bernarda Fink, Anthony Spiri, dem Gustav Mahler-Ensemble und dem Tonkünstler-Orchester Niederösterreich, Harmonia Mundi 2014
- Felix Mendelssohn-Bartholdy: Symphonies Nos. 1 & 3, Oehms Classics 2014
- Igor Stravinsky: Rite Of Spring / Firebird Suite (1919) mit dem Frankfurter Sinfonieorchester, PentaTone 2015
- Johannes Brahms – Symphonies 1-4 mit dem Tonkünstler-Orchester Niederösterreich, Oehms Classics 2015
- Felix Mendelssohn-Bartholdy – Symphonies 4 & 5, Oehms Classics 2015
- Antonín Dvořák: Symphony No. 6 - 2 Slavonic Dances, mit dem Houston Symphony Orchestra, PentaTone 2016
- Antonín Dvořák: Symphonies Nos. 7 & 8, mit dem Houston Symphony Orchestra, PentaTone 2016
- Richard Strauss: Ein Heldenleben & Macbeth mit dem Frankfurter Sinfonieorchester, PentaTone 2016
- Richard Strauss: Salome mit Emily Magee, Wolfgang Koch, Peter Bronder, Michaela Schuster, Benjamin Bruns und dem Frankfurter Sinfonieorchester, PentaTone 2017
- Antonín Dvořák: Symphony No. 9 "From The New World" / 2 Slavonic Dances, mit dem Houston Symphony Orchestra, PentaTone 2017
- Piazzolla mit Leticia Moreno, Remy Van Kesteren, Pablo Mainetti, José Gallardo, Janne Saksala und dem London Philharmonic Orchestra, Deutsche Grammophon, 2017
- Bernstein, Gershwin, Revueltas, Piazzolla: Music Of The Americas, mit dem Houston Symphony Orchestra, PentaTone 2018
- Haydn: The Creation, mit Nicole Heaston, Toby Spence, Peter Rose sowie dem Houston Symphony Chorus und dem Houston Symphony, PentaTone 2018
- Richard Strauss: Eine Alpensinfonie mit dem Frankfurter Sinfonieorchester, PentaTone 2018
- Richard Wagner: Overtures & Preludes mit dem Frankfurter Sinfonieorchester, PentaTone 2019
- Dvorak, Ginastera, Sarasate: Eclipse mit Hilary Hahn und dem Frankfurter Sinfonieorchester, Deutsche Grammophon 2022
- Jimmy López Bellido: Aurora & Ad Astra mit Leticia Moreno und Houston Symphony, PentaTone 2022

## Ehrungen
- 2015: Großes Goldenes Ehrenzeichen für Verdienste um das Bundesland Niederösterreich